# Daniel Abel
Daniel Abel (Dayton (Ohio), 11 de mayo de 1961) es un exvicealmirante estadounidense.

## Trayectoria
Estuvo vinculado a la Guardia Costera de los Estados Unidos y ejerció como subcomandante de operaciones desde junio de 2018 hasta junio de 2020. Anteriormente se desempeñó como subdirector de operaciones del Comando Sur de Estados Unidos.